# Aleksandrov-Kalinin AK-1
L'Aleksandrov-Kalinin AK-1 fu il primo aereo di linea sovietico. Realizzato in un unico esemplare nell'ambito di un programma di ricerca tecnologica, prese il nome dai due progettisti, Vladimir Leont'evič Aleksandrov  e Vladimir Vladimirovič Kalinin.

## Storia del progetto
L'AK-1 venne realizzato dallo TsAGI nell'ambito di un programma di ricerca aeronautica commissionato dalle forze armate sovietiche nei primi anni venti. In dettaglio, tale programma prevedeva la valutazione di tecniche di costruzioni aeronautiche a basso costo, oltre che l'esame di alcune tecnologie. Il lavoro di progettazione fu svolto principalmente dai due ingegneri Aleksandrov e Kalinin (da cui poi l'aereo prese il nome), mentre la parte relativa ai calcoli fu curata da Alexej Mikhailovich Cheremukhin.
Il progetto fu presentato alla VVS sovietica ed alla GlavVozduhoFlot (antenata dell'Aeroflot) nel febbraio 1922. La costruzione del prototipo iniziò nell'aprile 1923 presso lo stabilimento aeronautico GAZ-5, e si concluse nel novembre dello stesso anno. Visto che lo sviluppo dell'aereo era stato finanziato grazie a fondi raccolti presso i Tiratori Scelti Lettoni, l'AK-1 prese il nome di Latyshskij Strelok.
Il primo volo fu effettuato il 1º febbraio 1924 (8 febbraio o 8 marzo secondo altri), ed i test proseguirono per alcuni mesi, fino al 15 giugno.

## Tecnica
L'AK-1 era un monoplano ad ala alta con la struttura in legno. Con due uomini di equipaggio, era in grado di trasportare due passeggeri (tre se l'equipaggio era di un solo elemento). In alternativa, il carico utile era di 540 kg. La propulsione era assicurata da un singolo motore Salmson 9 da 170 hp, sistemato sul muso del velivolo.

## Impiego operativo
Inizialmente, l'AK-1 venne utilizzato principalmente per voli sulla tratta Mosca-Kazan'. L'aereo coprì un totale di circa 11 000 chilometri. Nel 1925, l'aereo partecipò ad un volo propagandistico da Mosca a Pechino, riuscendo a percorrere ben 7 000 chilometri in 38 giorni. Successivamente, vennero effettuati anche altri voli dalla capitale cinese verso altre città del celeste impero.